# Décennie des Nations unies pour la restauration des écosystèmes
La Décennie des Nations unies pour la restauration des écosystèmes 2021-2030 est une initiative de l'Organisation des Nations unies destinée à intensifier drastiquement à l'échelle mondiale la restauration d'écosystèmes dégradés ou détruits, de façon à lutter contre le changement climatique, à renforcer la biodiversité, la sécurité alimentaire et l'accès à l'eau potable.

## Motifs
La Décennie des Nations unies pour la restauration des écosystèmes 2021-2030 est axée sur l'équilibre entre les priorités écologiques, sociales et de développement dans les paysages où différentes formes d'utilisation des terres interagissent, dans le but de favoriser la résilience à long terme.
Un écosystème comprend tous les organismes vivants ainsi que leur interaction les uns avec les autres et avec leur environnement physique (tel que la terre, le sol, le climat, l’atmosphère, les saisons …). Chaque organisme joue un rôle clé et contribue à la santé et à la productivité de l’écosystème dans sa globalité. Les écosystèmes sont interdépendants, et des écosystèmes détériorés ou déséquilibrés peuvent avoir des conséquences dévastatrices. La biodiversité est à la base de tous les services écosystémiques, c’est-à-dire des bénéfices que les gens tirent des écosystèmes et qui sont indispensables à la santé, à la survie et au bien-être. Cela comprend les services d’approvisionnement (la nourriture, l’eau douce, le bois, les fibres, les ressources génétiques et le carburant), les services de régulation (comme le climat, la régulation alimentaire, la qualité de l’eau et de l’air et la protection contre les inondations et les maladies) et les services culturels (esthétiques, spirituels, éducatifs et de loisir…).
Les activités humaines réduisent considérablement la capacité des écosystèmes à dispenser leurs biens et services. Changement climatique, déforestation, désertification et dégradation des terres, diminution de l’eau douce, surexploitation, pollution et diminution de l’ozone stratosphérique sont parmi les nombreux facteurs conduisant à une perte de biodiversité et au déclin du fonctionnement écosystémique. De plus, la dégradation des écosystèmes terrestres et aquatiques alimente la menace d’une extinction massive des espèces, impact négativement le bien-être d’au moins 3,2 milliards d’êtres humains et coûte environ 10 % du produit intérieur brut mondial annuel (près de 6.3 billions de dollars américains) en perte d’espèces et de services écosystémiques. S'ajoute à cela une importante diminution de la résilience des terres agricoles et des écosystèmes face au changement climatique, ce qui accroît le risque d’effondrements catastrophiques dû à la hausse des températures et à l'évolution de la pluviométrie. Si nous n'arrivons pas à apporter des solutions à ces problèmes, les bénéfices que les générations futures pourront tirer des écosystèmes seront considérablement réduits.
La restauration des écosystèmes vise à réparer les dommages causés par l'homme aux écosystèmes et à la biodiversité. Elle aide au rétablissement des écosystèmes dégradés, détériorés ou détruits, afin de regagner leur fonctionnement écologique et ainsi procurer des biens et services de qualité. La restauration des écosystèmes peut générer des bénéfices tangibles qui amélioreront la sécurité alimentaire et hydrique, contribueront à l’atténuation et à l’adaptation au changement climatique, et aideront à la gestion des risques de conflit et de migration qui y sont associés. La restauration de 350 millions d’hectares d'écosystèmes terrestres et aquatiques d’ici 2030 pourrait générer 9 milliards $ en services écosystémiques et supprimer de l’atmosphère 13 à 26 gigatonnes de gaz à effet de serre. De manière générale, les bénéfices générés par les écosystèmes sont décuplés par rapport au coût d’investissement initial, tandis que le coût de l’inaction est au moins trois fois supérieur à celui de la restauration.

## Historique
Lors de la réunion de haut niveau du Bonn Challenge (Défi de Bonn) 3.0 en mars 2018, le Salvador a annoncé son intention de proposer une Décennie des Nations unies pour la restauration des écosystèmes (2021-2030), visant à stimuler les efforts existants pour restaurer les écosystèmes dégradés, détériorés ou détruits. Le leadership du Salvador en matière de restauration des écosystèmes est né de son soutien au Défi de Bonn, qui vise à restaurer 350 millions d'hectares d'écosystèmes dégradés dans le monde d'ici 2030, et de l'adoption de la Déclaration de New York sur les Forêts, le Salvador, l'un des six pays pilotes du Défi, a promis de restaurer 1 million d'hectares, soit l’équivalent de la moitié de son territoire national.
Suivant immédiatement la proposition faite devant l’Assemblée générale des Nations-Unies par la ministre de l’Environnement et des ressources naturelles du Salvador, Lina Pohl, 71 pays ont soutenu la proposition et réagi en faveur d’un accroissement des efforts pour restaurer les écosystèmes dégradés. Le 1 mars 2019, la Décennie des Nations-Unies pour la restauration des écosystèmes (2021-2030) a été officiellement adoptée.
Le Salvador a affirmé son leadership en matière de restauration des écosystèmes par son engagement au Défi de Bonn, qui vise à restaurer 350 millions d’hectares de terres à l’échelle mondiale d’ici 2030 (ce qui correspond presque à la surface de l’Inde), et par son adhésion à la Déclaration de New York sur les  Il a été un des six pays pilotes à prendre en charge le Défi de Bonn et s’est engagé à restaurer 1 million d’hectares de terres, 
Selon la ministre Lina Pohl, « La restauration des écosystèmes promue dans le cadre de cette Décennie des Nations Unies adopte une approche multifonctionnelle du milieu naturel, en examinant la mosaïque des utilisations interdépendantes des terres dans lesquelles les priorités écologiques, économiques, sociales et de développement peuvent trouver convergence, équilibre et complémentarité ».

## Opportunité et objectifs
Près de 2 milliards d’hectares de terres dégradées à travers le monde, une étendue plus vaste que l’Amérique du Sud, sont potentiellement restaurables. La plupart de ce potentiel implique une « restauration mosaïque » où les forêts sont combinées aux aires protégées, à l’agriculture, aux plans d’eau et aux établissements humains sur l’ensemble du milieu concerné.
Il faut des engagements forts et de des efforts considérables de la part des pays, de la communauté internationale, du secteur privé et de tous autre acteur pour mener à bien une restauration écosystémique évolutive. Cela implique la restauration d’au moins 350 millions d’hectares d'écosystèmes d’ici 2030, ce qui permettra d'économiser jusqu'à 9 milliards $ de bénéfices nets et de réduire le taux de pauvreté de nombreuses communautés rurales. La Décennie des Nations unies vise à promouvoir une approche concertée et holistique axée sur les écosystèmes à l'interdépendance des écosystèmes, des besoins humains et de la biodiversité, afin d'accélérer les progrès nécessaires pour maintenir et restaurer les écosystèmes.
La décennie des Nations unies a été établie pour :
- Construire une vision commune, en donnant la priorité à la restauration des écosystèmes au niveau mondial, régional, national et local afin accélérer l'inversion de la dégradation des écosystèmes.
- Intégrer la restauration des écosystèmes dans les politiques et la planification afin de relever les défis actuels du développement dus à la dégradation des terres, à la perte de biodiversité et à la vulnérabilité au changement climatique, créant ainsi des opportunités pour les écosystèmes d’accroître leur capacité d’adaptation, de maintenir les moyens d’existence et d’assurer la stabilité des activités économiques établies en leur sein.
- Favoriser une approche holistique pour atteindre les engagements internationaux et les priorités nationales par la restauration des écosystèmes et de leurs milieux.
- Renforcer la coopération et la mobilisation des ressources afin d'accroître les flux de ressources financières, de technologies, de connaissances et de renforcement des capacités vers les pays et les juridictions qui s'efforcent d'atteindre les objectifs nationaux, les ODD ainsi que les engagements internationaux, y compris les objectifs du développement durable, par la restauration des écosystèmes.
- Encourager un engagement concerté entre les sources de financement, les gouvernements, la société civile, les secteurs de production et le secteur privé pour remédier aux goulots d’étranglement qui empêchent de développer des systèmes productifs efficients en ressources tout en restaurant des écosystèmes dégradés.
- Encourager l'émergence d'un nombre accru de partenariats et d’investissements en faveur des petits exploitants qui génèrent le plus de valeur des produits de l’utilisation des terres et qui peuvent apporter une contribution considérable à la restauration des écosystèmes dans le contexte d’une économie résiliente.
- Promouvoir la coopération entre les bailleurs de fonds, les gouvernements, la société civile et le secteur privé afin d'aider à surmonter les obstacles à l'amélioration des systèmes productifs économes en ressources, en association avec la restauration des écosystèmes.
- Sensibiliser le public à l’importance de disposer d’écosystèmes fonctionnels pour le bien-être humain et les activités productives, permettant d’atteindre un degré élevé de compréhension à tous les niveaux, des relations, des dynamiques et de l’impact du fonctionnement des écosystèmes sur le développement local et la durabilité économique de la société dans son ensemble.

## Autres cibles onusiennes et internationales
La restauration des écosystèmes est reconnue comme étant un élément clé pour la réalisation des objectifs fixés dans le cadre des conventions et accords internationaux existants. Sont inclus les Objectifs de Développement Durable (ODD), l’Agenda 2030 pour le Développement Durable, le Plan Stratégique pour la Biodiversité 2020 et ses cibles Biodiversité d’Aichi, la Convention Cadre des Nations-Unies sur le Climat et le Changement Climatique et l’Accord de Paris sur le climat, la Convention des Nations-Unies sur la Lutte contre la Désertification et les Cibles de neutralité en matière de dégradation des terres, la Convention Ramsar, et le Plan Stratégique des Nations-Unies sur les Forêts 2017-2030.
Pendant le Forum Politique de Haut Niveau sur les ODD en juillet 2018, des engagements ont été pris pour parvenir à une gestion durable de tous les types de forêts, mettre fin à la déforestation, restaurer les forêts dégradées et augmenter sensiblement le boisement et la reforestation à l’échelle mondiale d’ici 2020. Ces activités ont aussi été conçues pour apporter leur contribution au Défi de Bonn. En général, la restauration des écosystèmes contribuera aux ODD et à l’Agenda 2030, en particulier à l’Objectif 15 (Vie terrestre) et participera de façon significative à la réalisation de l’Objectif 2 (Faim zéro), de l'Objectif 6 (Eau propre et assainissement), de l'objectif 7 (Une énergie propre et abordable), de l’Objectif 12 (Consommation et production responsables), l’Objectif 13 (Action climatique), et de l’Objectif 14 (Vie aquatique).
La Décennie repose sur les efforts régionaux de restauration tels que l’Initiative 20X20 en Amérique Latine qui vise à restaurer 20 millions d’hectares de terres dégradées d’ici 2020, et l’Initiative pour la restauration des paysages forestiers africains AFR100 qui vise à restaurer 100 million d’hectares de terres dégradées d’ici 2030. Ces initiatives vont dans le même sens que le Défi de Bonn.

## Résolutions
Les résolutions relatives à la restauration des écosystèmes adoptées lors des précédentes Assemblées des Nations unies pour l'Environnement (UNEA) du Programme des Nations unies pour l'Environnement (PNUE) incluent : 
- UNEP/EA.1/08 Adaptation basée sur l’écosystème[44],
- UNEP/EA.2/L.24 Lutte contre la désertification, la dégradation des terres et la sécheresse et promotion d'un pastoralisme et de pâturages durables[45],
- UNEP/EA.3/L.10 Lutter contre la pollution de l'eau pour protéger et restaurer les écosystèmes liés à l'eau[46].

Les résolutions suivantes adoptées lors de la quatrième UNEA, du 11 au 15 mars 2019, soulignent l'importance de la restauration des écosystèmes :
- UNEP/EA.4/L.11 Innovations sur la biodiversité et la dégradation des terres
- UNEP/EA.4/L.19 Conservation et gestion durable des tourbières[47],
- UNEP/EA.4/L.14 Gestion durable des récifs coralliens[48],
- UNEP/EA.4/L.13 Gestion durable pour la santé des mangroves à l'échelle mondiale[49].

## Organes clés et partenaires
L'ONU-Environnement et l’Organisation des Nations-Unies pour l’Alimentation et l’Agriculture (FAO) dirigeront la mise en œuvre de la décennie de l’ONU ; les autres organes et forums impliqués sont le Centre International de recherche forestière (CIFOR), l’Union Internationale pour la Conservation de la Nature (UICN) et le Forum Mondial sur les Paysages (GLF). Ils établiront des partenariats avec d’autres agences, organes et secrétariats de conventions de l’ONU ainsi qu’avec des organisations internationales et autochtones pour soutenir la décennie des Nations-Unies pour la restauration des écosystèmes.